# Lusos

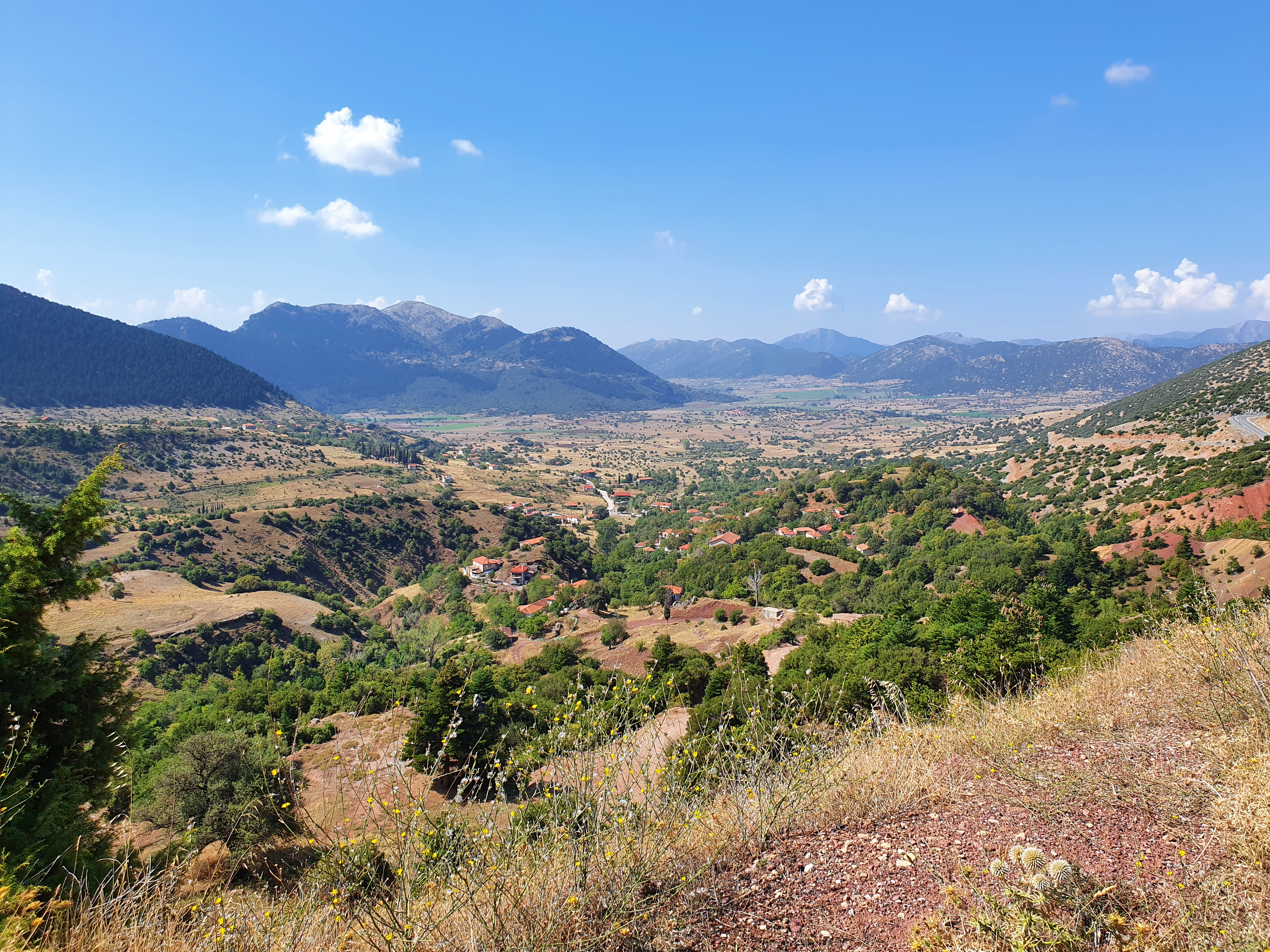
El valle más septentrional del río Aroanios. La acrópolis de Lusos está al fondo, en el centro, al borde de la llanura.

Lusos (en griego, Λουσοί) fue una ciudad del norte de Arcadia que originalmente fue independiente y después cayó bajo dependencia de Clítor (hoy Kátzana). Estaba en lo alto del valle del Aroanio, probablemente en el lugar de la moderna Sudena, al pie del monte Kelmo (antiguas montañas Aroania), en el camino entre Trípoli y Kalávrita.
Mitógrafos y poetas hacen de Lusos el lugar de la curación de las hijas de Preto, rey de Argos, por medio del agua de la fuente que allí había, la cual tenía la propiedad de causar aborrecimiento del gozo del vino a todo el que bebía de ella. El número de las hijas de Preto y el motivo de la locura enviada por Hera a ellas difieren según las tradiciones. Según Pausanias, a las hijas de Preto las llevó Melampo a Lusos y las curó de su locura en el santuario de Artemisa Hemerasia.
Se registra la victoria olímpica de Euríbato de Lusos en el año 708 a. C. y durante los undécimos juegos píticos (546 a. C.), la victoria de Agésilas de Lusos en la carrera de caballos. Por otra parte, se conservan restos de un tratado de alianza entre Lusos y otra ciudad desconocida que se ha fechado hacia 500-470 a. C.
No aparece documentado ningún otro hecho histórico relevante de esta ciudad hasta que fue objeto de saqueo por los etolios durante la guerra social (hacia 220 a. C.)
En algún momento histórico su territorio pasó a formar parte del de la ciudad de Clítor pero no hay ninguna referencia al momento en que esto se produjo.
Sus ruinas existieron durante un tiempo, pero ya habían desaparecido en tiempos de Pausanias. El nombre se conservó por la existencia del templo de Artemisa Lusia o Hemerasia. Del templo quedan ruinas situadas en una meseta ubicada al pie del monte Kelmo, donde se han hallado también algunos objetos de bronce votivos y cuyos orígenes se sitúan en el siglo VIII a. C.